# Monte Siguniang
El monte Siguniang (en chino, 四姑娘山; pinyin, Sìgūniang Shān; literalmente, ‘montaña de las Cuatro Doncellas (Hermanas o Chicas)’; en tibetano: རི་བོ་སྐུ་བླ་འི།:, Skubla) es la montaña más alta de las montañas Qionglai en China Occidental. Está localizada en el área limítrofe con Rilong, Xiaojin  y Wenchuan  en la prefectura autónoma tibetana y qiang de Ngawa, Provincia de Sichuan.
El monte Siguniang es famoso por su belleza. El parque nacional Monte Siguniang fue declarado como Patrimonio de la Humanidad por la UNESCO como parte de los Santuarios del Panda Gigante de Sichuan en 2006. El parque comprende el monte Siguniang y los tres valles circundantes, a saber, el valle de Changping (长坪沟), el valle de Haizi (海子沟) y el valle de 双桥沟 (双桥沟), con una superficie de 2000 km².

## Cumbres

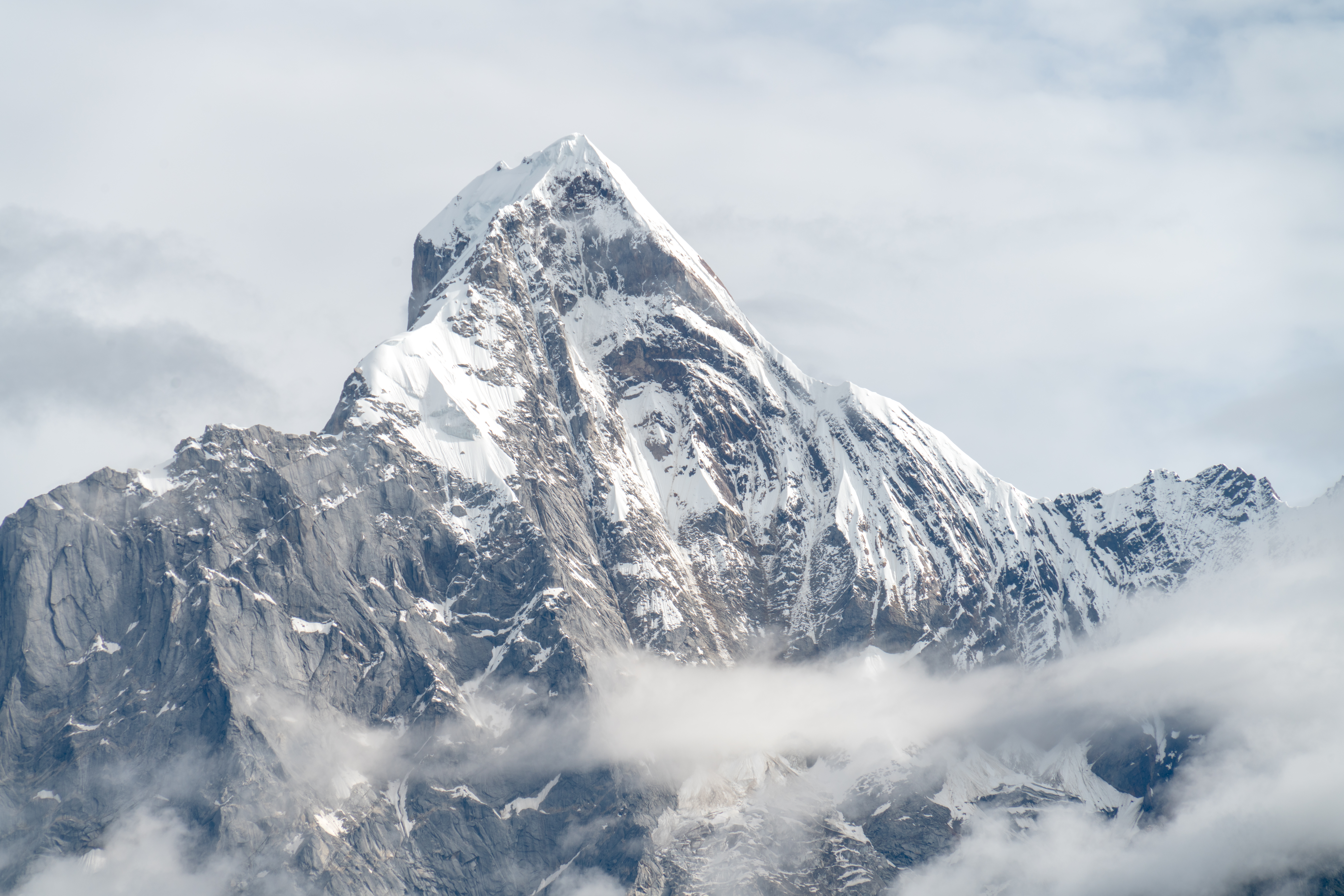
Pico Yaomei

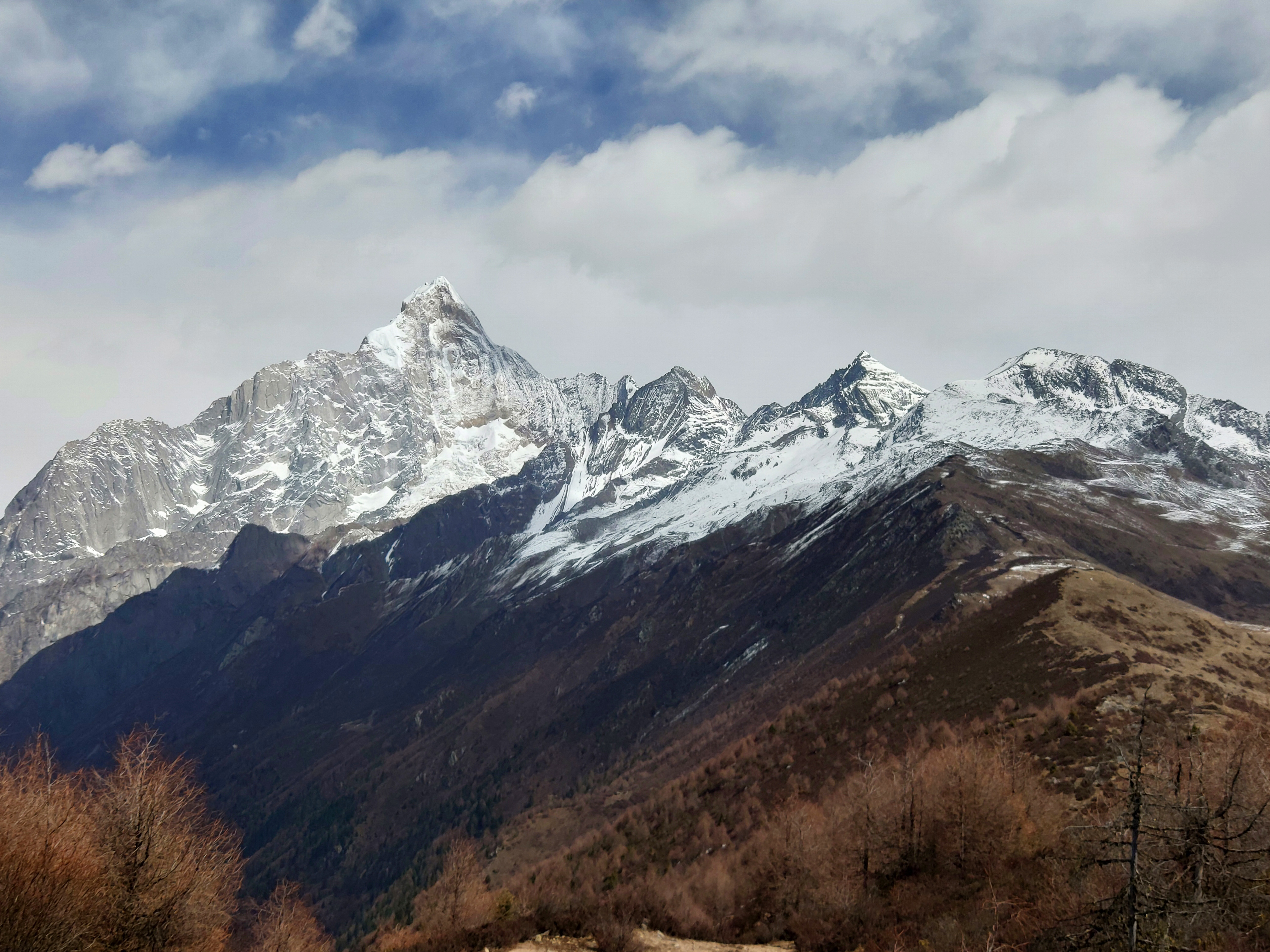
Las Cuatro Hermanas

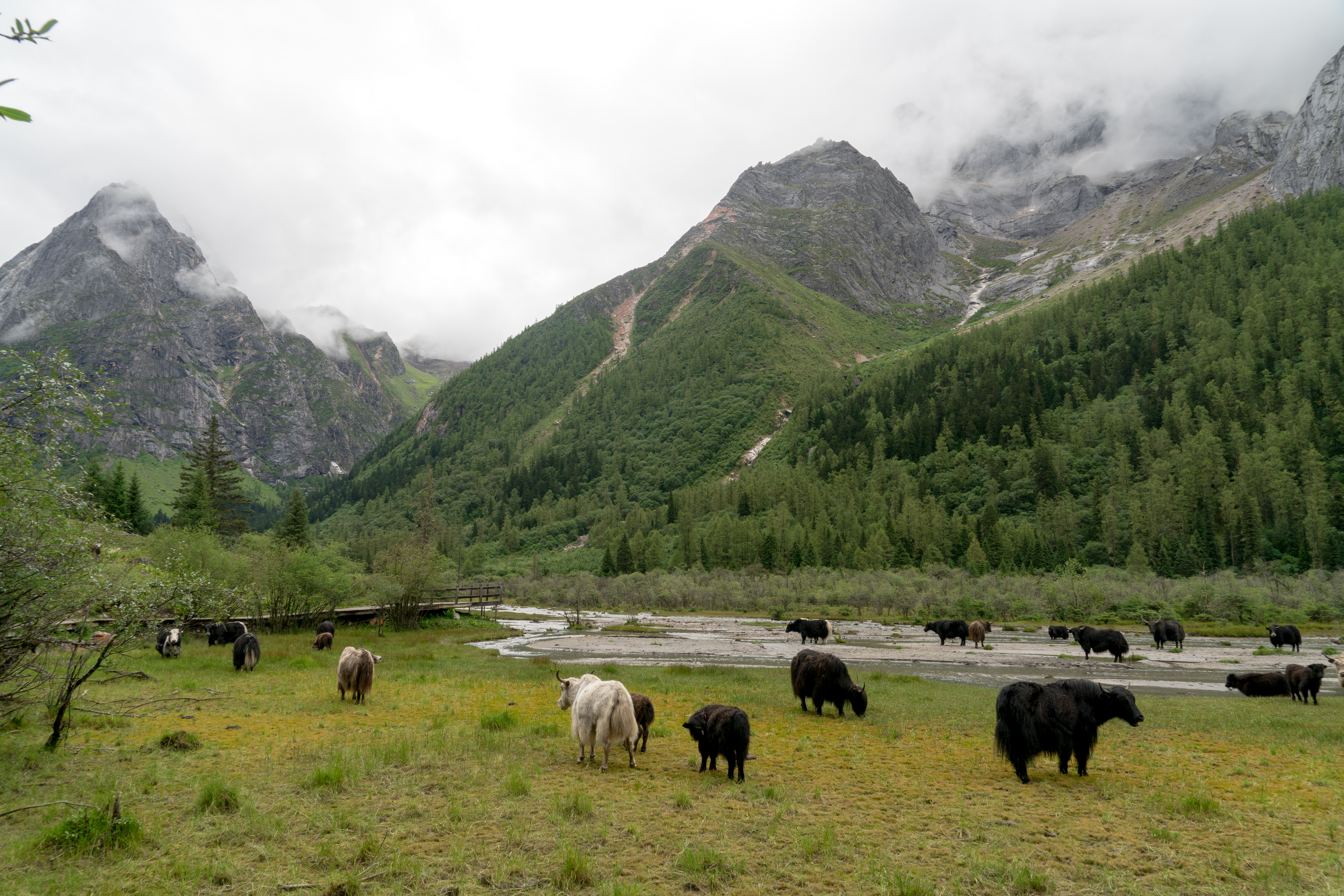
Yaks en el área escénica Monte Siguniang

El monte Siguniang comprende cuatro picos (con 峰 significa 'pico'): Daguniang Feng (大姑娘峰, 'Gran pico o primer pico'), Erguniang Feng (二姑娘峰, 'Segundo pico'), Sanguniang Feng (三姑娘峰, 'Tercer pico') y Yaomei Feng, también conocido como Sanzuoshan Feng (三座山峰, 'tercer pico').
El pico más alto es Yāomèi Fēng (幺妹峰; 'pico de la hermana menor'), también conocido como la "reina de los picos de Sichuan" (蜀山皇后), con 6250 m. También es la segunda montaña más alta de la provincia de Sichuan y el 6000 m más oriental de la Tierra. El primer ascenso fue en 1981 por un equipo japonés a través de la cresta este. Muy pocas personas intentan escalar esto y muy pocas lo logran. El primer ascenso de la cresta suroeste fue realizado en 2008 por Chad Kellogg y Dylan Johnson.
Los otros tres picos, más bajos, son destinos habituales de montañismo en todas las estaciones: el monte Siguniang DaFeng (四姑娘山大峰 o 大姑娘山; 'pico de la hermana mayor', 5025 m) normalmente se considera un pico de trekking puro, mientras que ErFeng (四姑娘山二峰 o 二姑娘山; 'pico de la segunda hermana', 5276 m) y SanFeng (四姑娘山三峰 o 三姑娘山; 'pico de la tercera hermana', 5355 m) son más desafiantes y requieren técnicas básicas de escalada.